# Tigliole
Tigliole är en ort och kommun i provinsen Asti i regionen Piemonte i Italien. Kommunen hade 1 719 invånare (2018).